# Mesosa perplexa
Mesosa perplexa là một loài bọ cánh cứng trong họ Cerambycidae.